# 傑佛遜鎮區 (明尼蘇達州休斯頓縣)
傑佛遜鎮區（英語：Jefferson Township）是位於美國明尼蘇達州休斯頓縣的一個行政鎮區。

## 地方資料
傑佛遜鎮區的面積為90.18平方千米，當中陸地面積為75.77平方千米，而水域面積為14.41平方千米。根據2020年美國人口普查的數據，當地共有人口130人，而人口密度為每平方千米1.44人。